# Филип Марков
Филип Марков е български лекар от епохата на Възраждането, работил над 20 години в Прилеп.

## Биография
Филип Марков е евреин, роден в Одеса, Руската империя. Работи като аптекар в родния си град, след това обикаля Европейска Турция и накрая се установява в Прилеп, където се жени, и открива и аптека, в която работи с жена си. Член е на наборната комисия, с която обикаля Македония, Албания, Епир и Тесалия. Говори руски, английски, френски, немски и италиански. Писмата му до Братя Робеви са на български, подпасани на български или на латиница. По време на Априлското въстание в 1876 година по нареждане на Дервиш паша е интерниран със сина си Александър в Анадола. След края на войната се завръща в Прилеп.